# Prangos lipskyi
Prangos lipskyi är en flockblommig växtart som beskrevs av Jevgenij Korovin. Prangos lipskyi ingår i släktet Prangos och familjen flockblommiga växter. Inga underarter finns listade i Catalogue of Life.